# ロジェ気球
ロジェ気球（ロジェききゅう、Rozière balloon）とは、乗用気球の一種で、ガス気球と熱気球の機能を一体化した複合気球である。「ロジェ」という名は、初めてこの複合気球での飛行に挑戦したフランス人、ピラートル・ド・ロジェの名前にちなんだもので、ロジェ気球は「ロジェール」（Rozière）とも呼ばれる。

## 概要

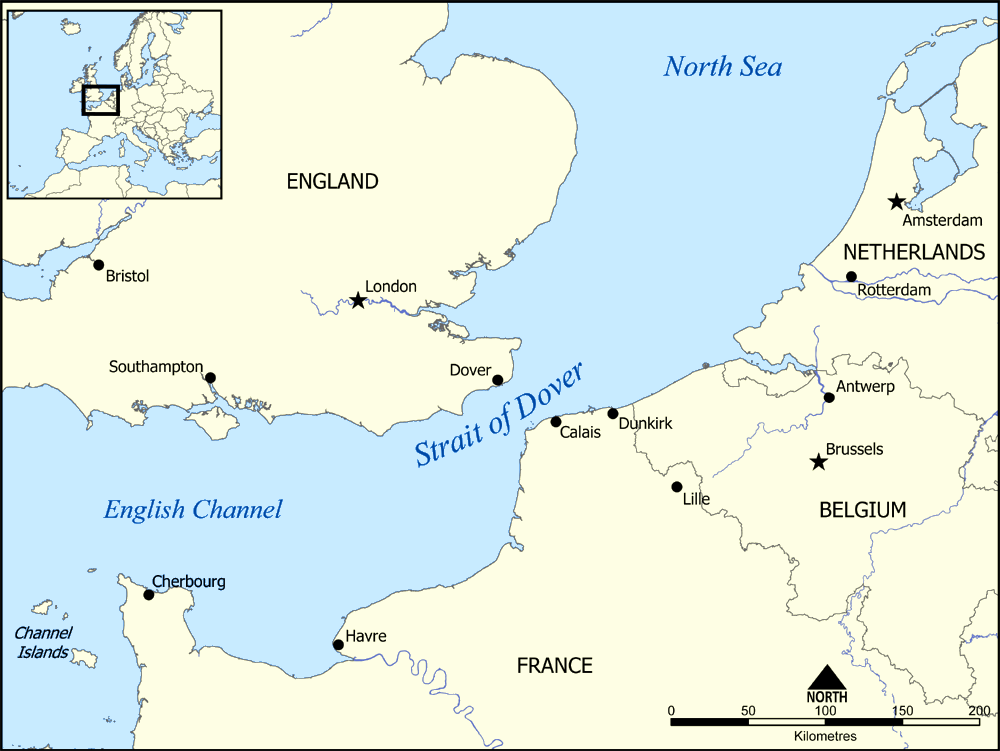
ドーバー海峡の地図。ドーバー海峡は図の中心部。その西側はイギリス海峡。ロジェはドーバー海峡の岬に近いブローニュ＝シュル＝メールの海岸から、左上のイギリスなどのある大ブリテン島を目指して出発した。

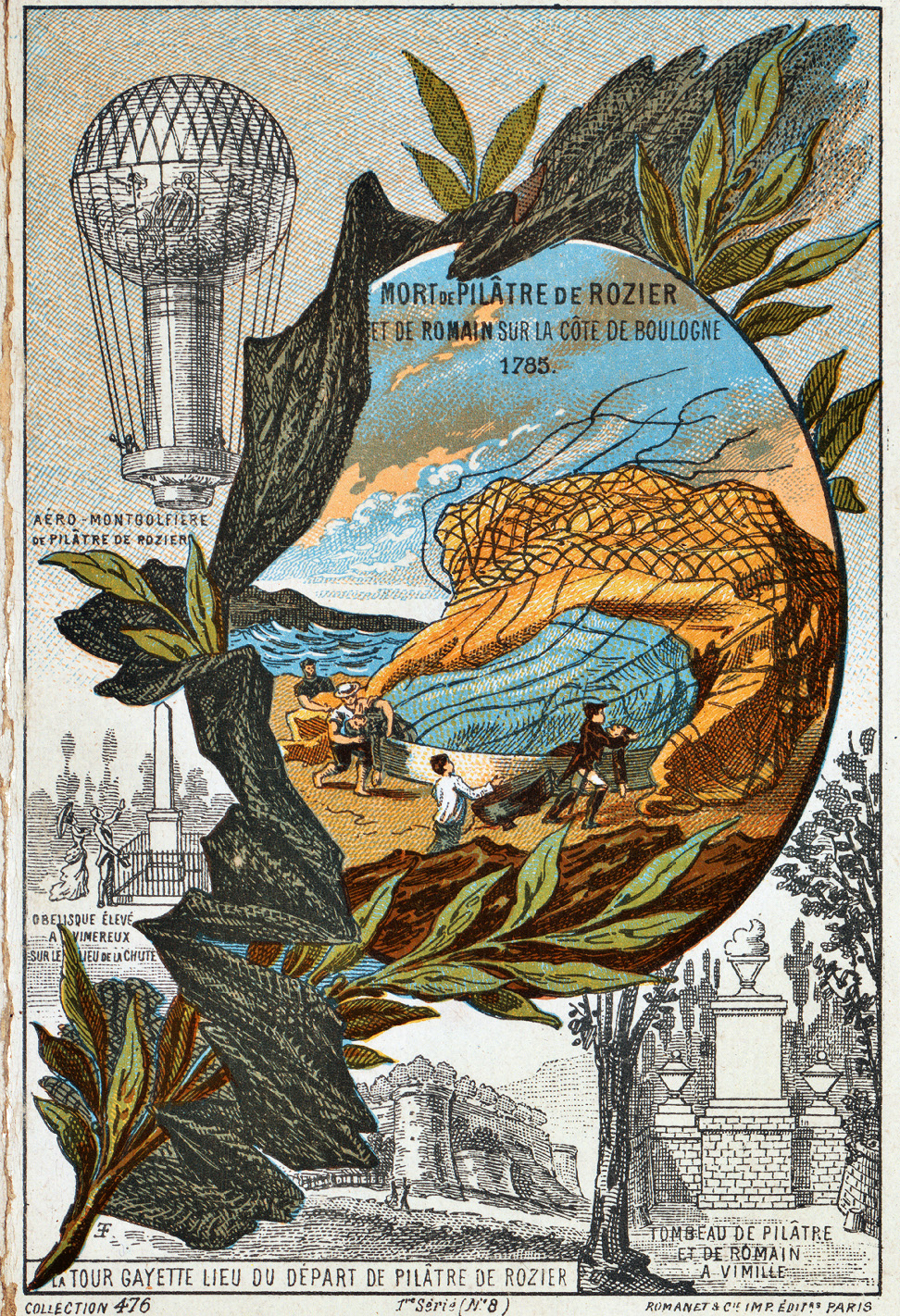
ロジェとローマンがイギリス海峡横断で搭乗したロジェ気球。

ロジェ気球は、水素やヘリウムガスによる静的浮力で浮揚するガス気球と、熱源により気嚢内の空気の密度が外部の空気の密度より小さくなることによる浮力を利用した熱気球の機能を一体化した複合型気球である。
従来の有人のガス気球の操縦に見られる浮揚ガスの放出やバラストの落下などの操作を行わずに熱気球のバーナーの操作で高度を保つことができる特徴を持つ。
浮力の多くをガス気球でまかなえ、熱気球の燃料の消費量を抑えることができることから、数日から数週間の飛行に適した気球とされる。
現在ではロジェ気球は世界一周などの長期の無着陸滞空飛行のために用いられ、使われるガス気球部のガスには不燃性のヘリウムガス、熱気球部の燃料にはプロパンガスが主に使われている。

## イギリス海峡の横断飛行
ロジェ気球が開発された当時は、1783年にモンゴルフィエ兄弟らによる熱気球やジャック・シャルルらによるガス気球による有人飛行が成功し、1785年1月にはジャン＝ピエール・ブランシャールらにより、水素ガス気球によるイギリス海峡のイギリスからフランスへの横断飛行に成功していた。
ピラートル・ド・ロジェは、すでに1783年11月にモンゴルフィエ兄弟による熱気球に搭乗し、人類初の気球による有人飛行の偉業を成し遂げていたが、ブランシャールらのイギリス海峡横断の快挙に嫉妬し、さらに自らもイギリス海峡横断で名を上げるべく、今度はフランスからイギリスへの逆ルートでの横断飛行の冒険が企てられた。
しかしイギリス海峡は偏西風と北大西洋海流の影響で西風が吹くことが多く、陸地との間隔が狭いドーバー海峡付近では逆ルートでは向かい風となり気球が出発地のフランス側に押し戻されることが予想され、海に墜落する恐れもあったことから、気球の上部のガス気球で気球の浮力を温存し、下部の熱気球で浮力を補うことで長時間の滞空が期待できる新型のロジェ気球が考案された。
その構造は、気球の上部の球体に水素ガス気球を配置し、その下に円筒状の熱気球を配置して周りに回廊を設けた、丸形フラスコを逆さにしたようなものであった。
しかし当時のガス気球といえば、可燃性の水素ガス気球しかなかったことから、ロジェの考案したガス気球と熱気球を合体させるアイデアを、ジャック・シャルルは「火薬のそばで火を焚くようなもの」として警告をしていたが、ロジェはそれに耳を貸すことはなかった。
1785年6月15日にロジェは、気球の製作者のジュール・ローマンとともにドーバー海峡に面したフランス北部の港町ブローニュ＝シュル＝メールの海岸からロジェ気球でイギリス海峡横断に出発したが、高度400mで熱気球に引火し、まもなく水素ガス気球にも燃え移り、大音響とともに爆発し墜落。ロジェは惨死し、ローマンも間も無く息を引き取り、乗っていた2人は航空機史上初めての犠牲者となった。
その後、ロジェ気球は長い間注目をされることはなかったが、近年の科学技術の発展によりガス気球のガスの可燃性のリスクが不燃性ガスのヘリウムガスの使用により克服され、また熱気球も取り扱いの容易なプロパンガス燃料が普及したことから、1970年代以降には長期の無着陸滞空飛行の冒険においてロジェ気球が再び使われ出すようになり、1999年には、ベルトラン・ピカールとブライアン・ジョーンズがロジェ気球「ブライトリング オービター 3」により無着陸世界一周飛行に成功、また2002年には米国人のスティーヴ・フォセットがロジェ気球により初の単独気球世界一周飛行に成功している。

## フィクション
ジュール・ヴェルヌの空想科学小説のデビュー作に当たる『気球に乗って五週間』（1863年、原題：Cinq semaines en ballon）に出てくる気球は「ロジェ気球」という名前は出てはこないが、本文中で主人公が明確に「水素ガスの加熱による浮力調整」と「それによって可能な長時間飛行」の説明をしている。なお、加熱によるガス引火対策としては「気球は完全に密閉されている」や「バーナーで加熱するパイプ部分が熱で溶けないようにプラチナ（白金）でできている」という説明がある。